# Dina Garipova
Dina Fagimovna Garipova tatarsky Dina Fəhim qızı Ğaripova, Динә Фәһим кызы Гарипова (* 25. březen 1991 Zelenodolsk) je ruská zpěvačka tatarského původu. Je známá díky vítězství v televizní pěvecké soutěži Hlas (Голос), v roce 2012 a reprezentantka Ruska na Eurovision Song Contest 2013, zasloužená umělkyně republiky Tatarstán a finalistka mezinárodní hudební soutěže Eurovision Song Contest 2013, kde se umístila na 5. místě. Byl jí 30. prosince 2012 z rukou prezidenta Tatarstánu předán titul Čestná umělkyně země.

## Biografie

### Počátky
Dina Garipova se narodila ve městě Zelenodolsk v Tatarstánu do lékařské rodiny. Otec Fagim Muchametovič (Фагим Мухаметович) a matka Alfija Gazizjanovna (Альфия Газизяновна) jsou kandidáti lékařských věd.
Od šesti let studovala zpěv u Eleny Antonovy v divadle Zlatý mikrofon. Později dálkově vystudovala žurnalistiku na univerzitě v Kazani a vystupovala s Gabdelfatem Safinem, národním umělcem Tatarstánu.
V roce 1999 zvítězila v Ivanovu na celostátní soutěži Pták Ohnivák, o dva roky později na festivalu Souhvězdí Joldizlik, což jí otevřelo mnohé dveře. V roce 2005 v estonském Tartu zvítězila na mezinárodním festivalu, na což navázala reprezentací Zlatého mikrofonu ve Francii v roce 2008.
V roce 2009 začala spolupracovat s producentem Roman Obolenským.

### 2012–2013:Golosa Eurovize
Dne 29. prosince 2012 zvítězila ve finále pěvecké soutěže Hlas stanice První kanál. Obdržela přes dva a půl milionu diváckých hlasů. Coby vítězka obdržela kontrakt s vydavatelstvím Universal.
Den po vítězství jí byl prezidentem Rөstəmem Miŋnexanovem předán titul Čestný umělec Tatarstánu.
V únoru byla Dina ruským veřejnoprávním vysílatelem nominována coby reprezentantka země na Eurovision Song Contest 2013 s písní "What If". Ve švédském Malmö nejprve 14. května postoupila z prvního semifinálového kola. Ve finále o čtyři dny později obsadila 5. místo se ziskem 174 bodů.

## Fotogalerie

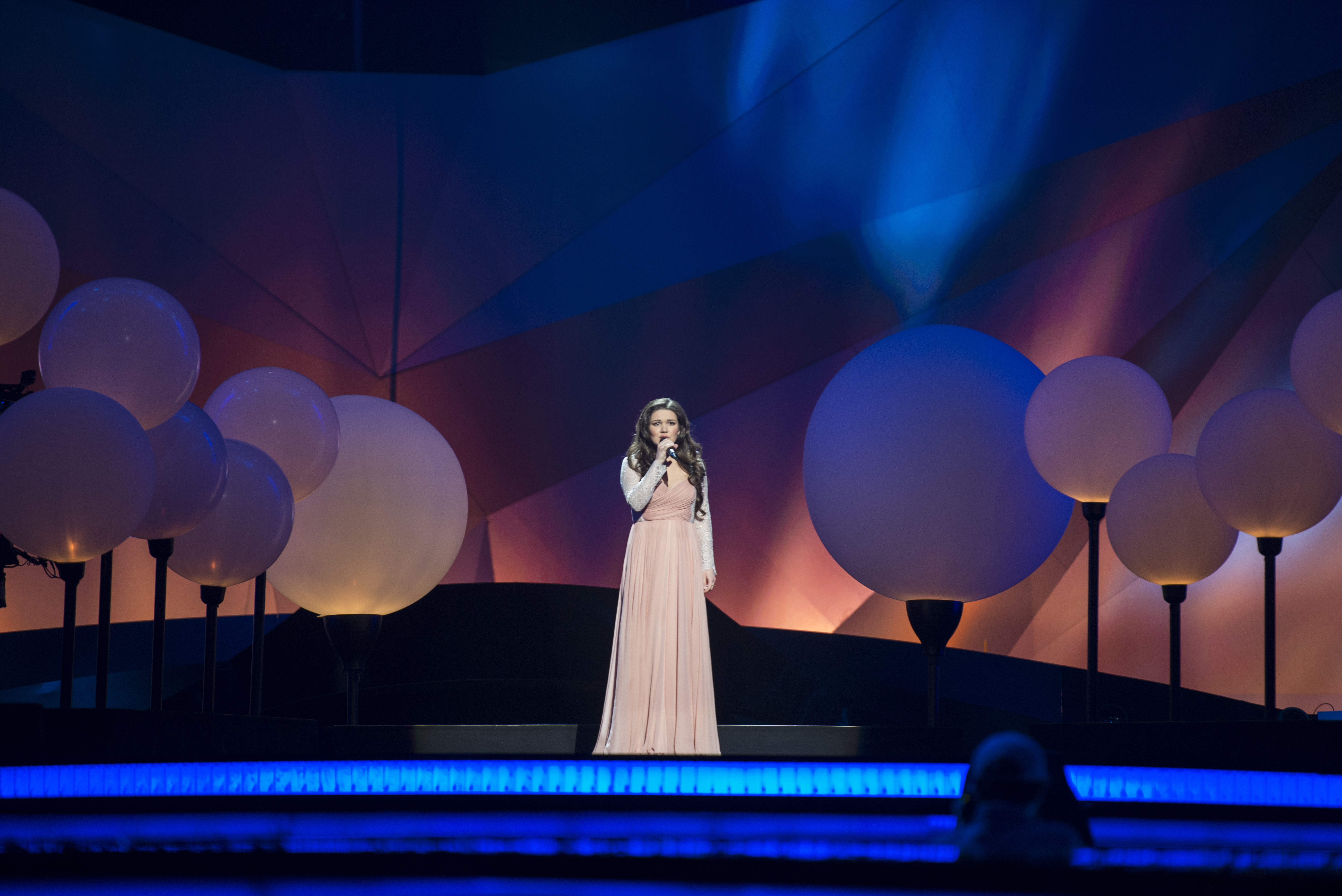
Dina Garipova vystupuje na pódiu Eurovision Song Contest 2013 v Malmö s písní "What If"
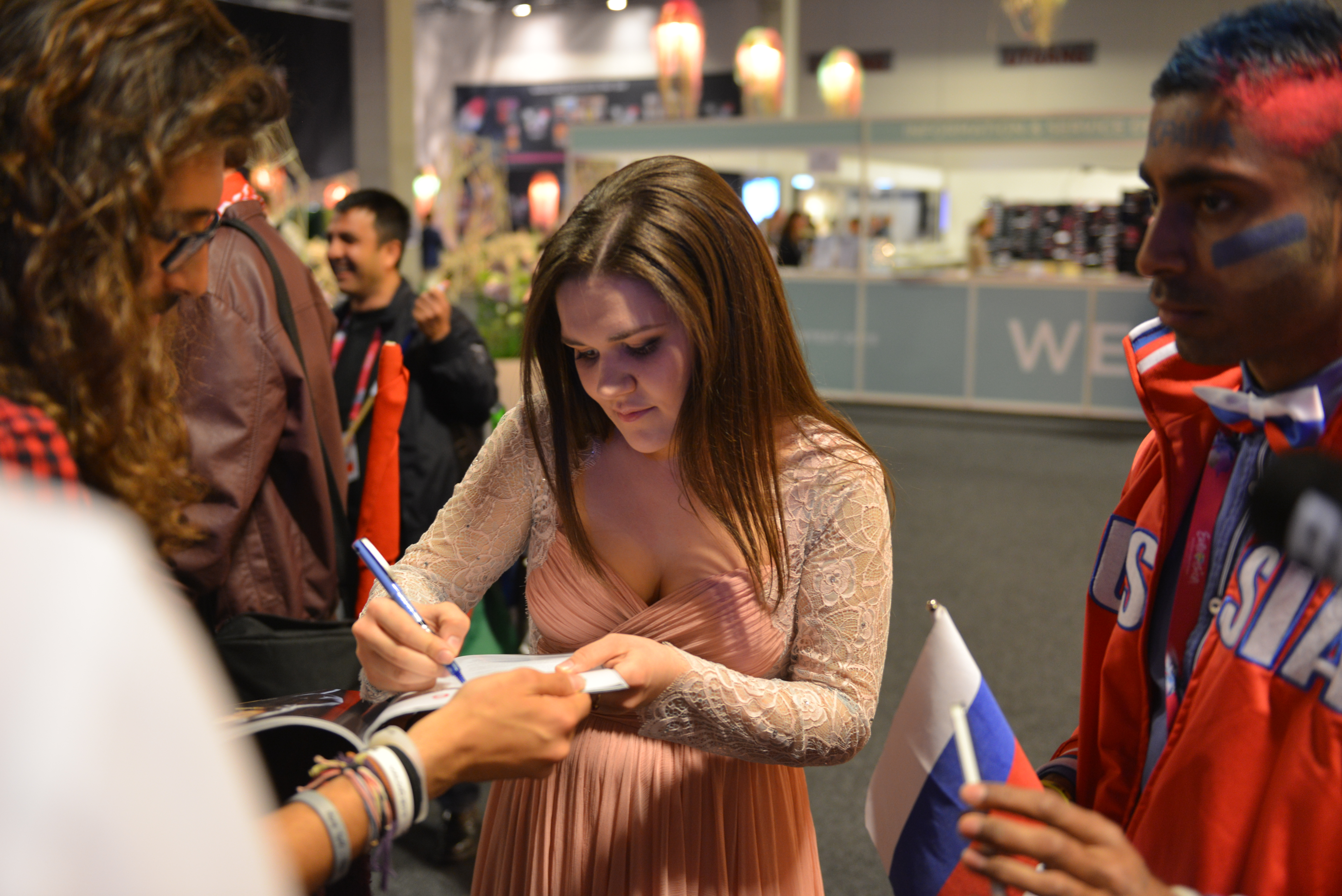
Dina Garipova na tiskové konferenci
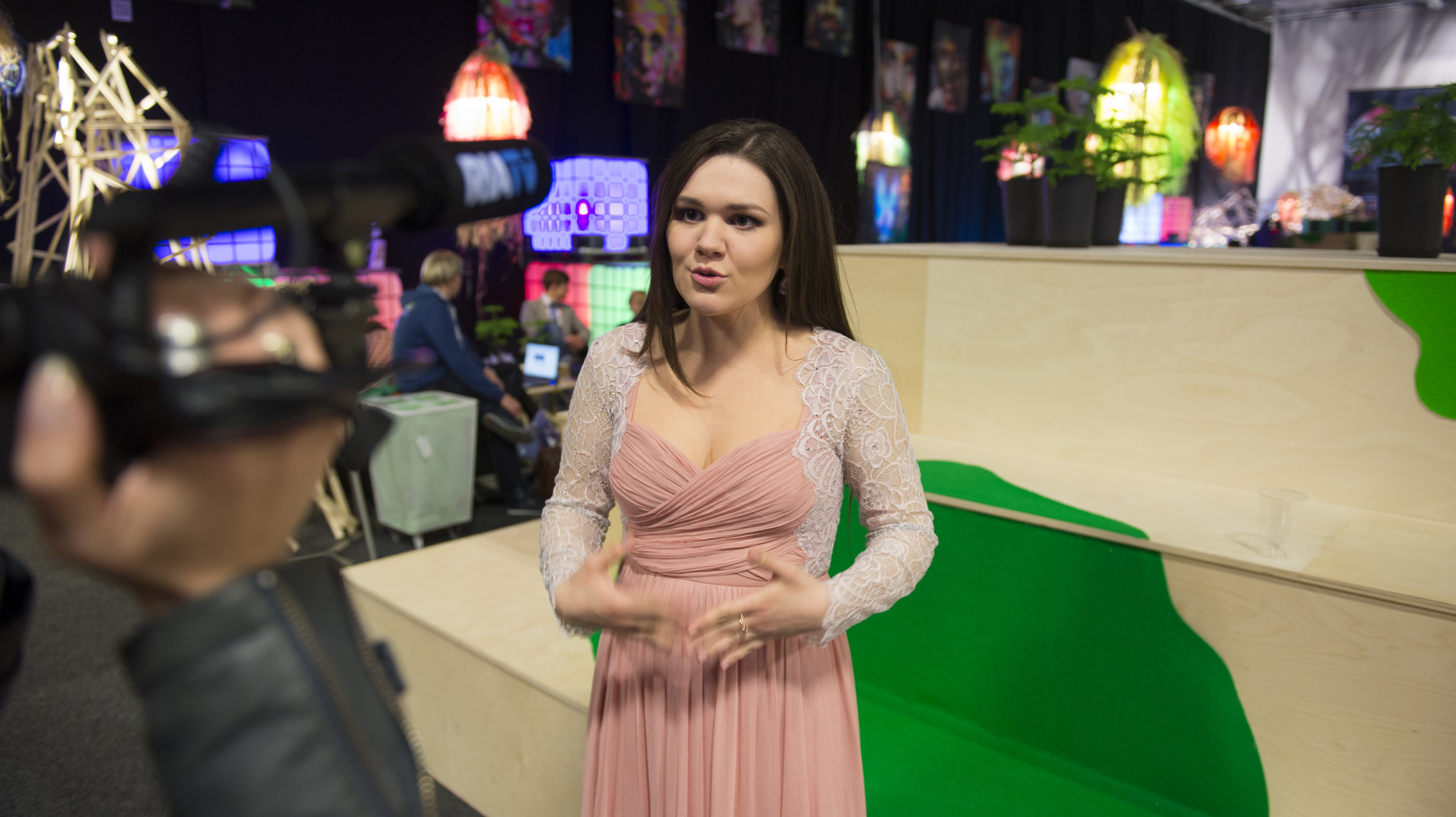
Dina Garipova na tiskové konferenci
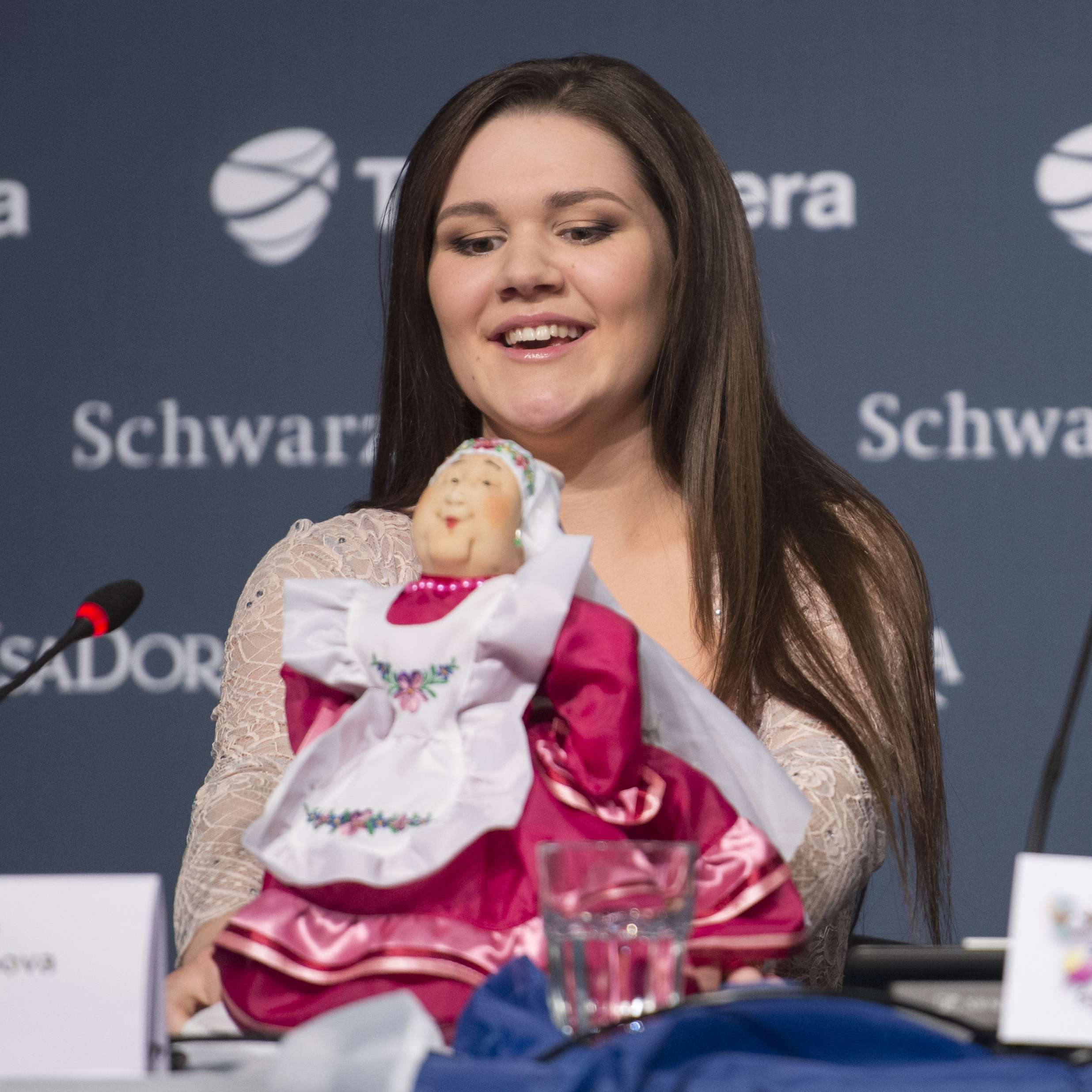
Dina Garipova na tiskové konferenci s jejím maskotem panenkou bábuškou

## Diskografie

### Singly
| Rok  | Název     | Nejvyšší pozice | Nejvyšší pozice | Nejvyšší pozice | Nejvyšší pozice | Album          |
| Rok  | Název     | GER             | NL              | SWI             | UK              | Album          |
| ---- | --------- | --------------- | --------------- | --------------- | --------------- | -------------- |
| 2013 | "What If" | 78              | 51              | 75              | 161             | Nealbový singl |

## Osobní život
Dina je fanynkou fotbalového klubu Rubin Kazaň. Ve volném čase píše poezii, čte a poslouchá hudbu – jejím oblíbeným interpretem je Josh Groban.
| Rusko na Eurovision Song Contest                       | Rusko na Eurovision Song Contest | Rusko na Eurovision Song Contest     |
| ------------------------------------------------------ | -------------------------------- | ------------------------------------ |
| Předchůdce: Buranovskije Babušky "Party for Everybody" | 2013 Dina Garipova               | Nástupce: Sestry Tolmačovovy "Shine" |